# Universitat de Múnic

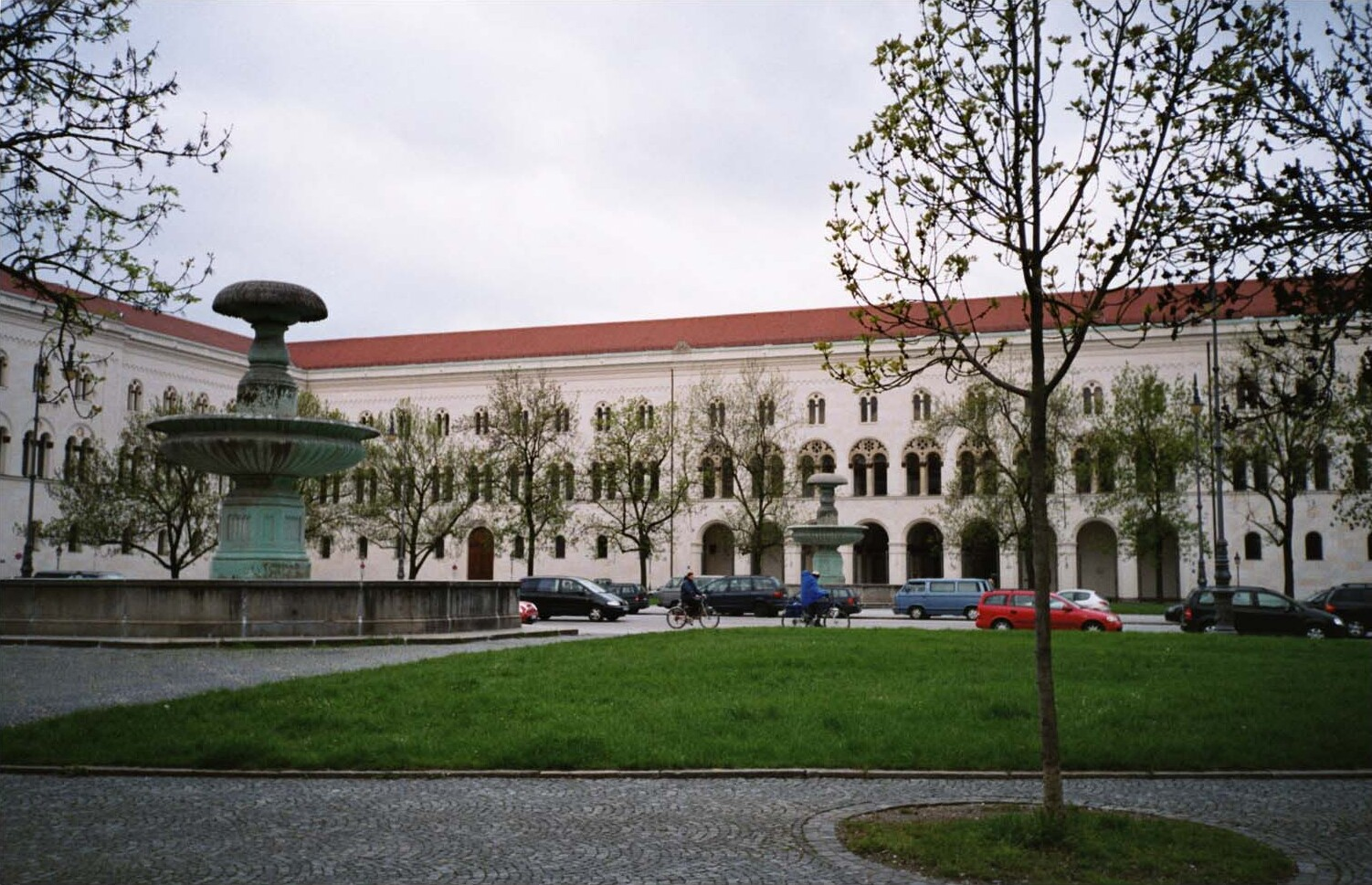
Entrada principal de la universitat

La Universitat de Múnic (Ludwig-Maximilians-Universität - LMU) és la universitat més gran de Múnic, a Alemanya, amb uns 49.000 estudiants i més de 13.000 empleats. En el Rànquing de Xangai de 2021 estava classificada com la 48a del mon, i la primera d'Alemanya. És d'origen medieval, coneguda inicialment com a Universitat d'Ingolstadt. El seu nom es deu al seu fundador, el Duc Lluís IX i al rei Maximilià I Josep.
La Universitat de Múnic ha estat considerada especialment des del segle XIX com una de les universitats més prestigioses d'Alemanya i d'Europa. Amb 34 guardonats amb el premi Nobel, està situada com la número 5 a nivell mundial en termes de laureats, entre els quals destaquen Wilhelm Röntgen, Max Planck, Werner Heisenberg, Otto Hahn, Thomas Mann i molts altres (veure la llista extensa més endavant). El papa Benet XVI va ser estudiant i professor de la universitat.
Al voltant de 700 professors exerceixen la docència a les 18 facultats de la Ludwig-Maximilian. Amb les 150 carreres que imparteix, la Universitat de Munic ofereix un espectre particularment ampli quant a àrees del saber, entre aquestes s'hi compten també algunes carreres que no s'ofereixen en cap altre lloc de l'àrea geogràfica germanoparlant. En ciències naturals, la LMU es troba en competència directa amb la Universitat Tècnica de Munic. La Ludwig-Maximilian és una de les tres primeres universitats que es van seleccionar dins dels marcs de la línia de «concepció de futur», iniciativa orientada a la promoció de l'excel·lència acadèmica definint universitats d'elit. La universitat forma part de la «xarxa d'elit de Baviera».

## Història

### 1472-1800

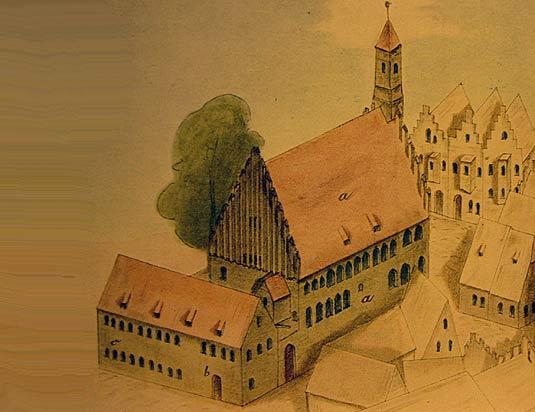
Edificis universitaris a Ingolstadt

La universitat va ser fundada amb aprovació papal el 1472 com a Universitat d'Ingolstadt (dret de fundació de Lluís IX el Ric), amb facultats de filosofia, medicina, jurisprudència i teologia. El seu primer rector va ser Christopher Mendel of Steinfels, que més tard va ser bisbe de Chiemsee.
A l'època de l'humanisme alemany, entre els acadèmics de la universitat figuraven noms com Conrad Celtes i Petrus Apianus. El teòleg Johann Eck també va ensenyar a la universitat. Del 1549 al 1773, la universitat va rebre la influència dels jesuïtes i es va convertir en un dels centres de la Contrareforma. El jesuïta Petrus Canisius va ser rector de la universitat.
A la fi del segle XVIII, la universitat es va veure influenciada per la Il·lustració, que va portar a un major èmfasi en les ciències naturals.

### 1800-1933

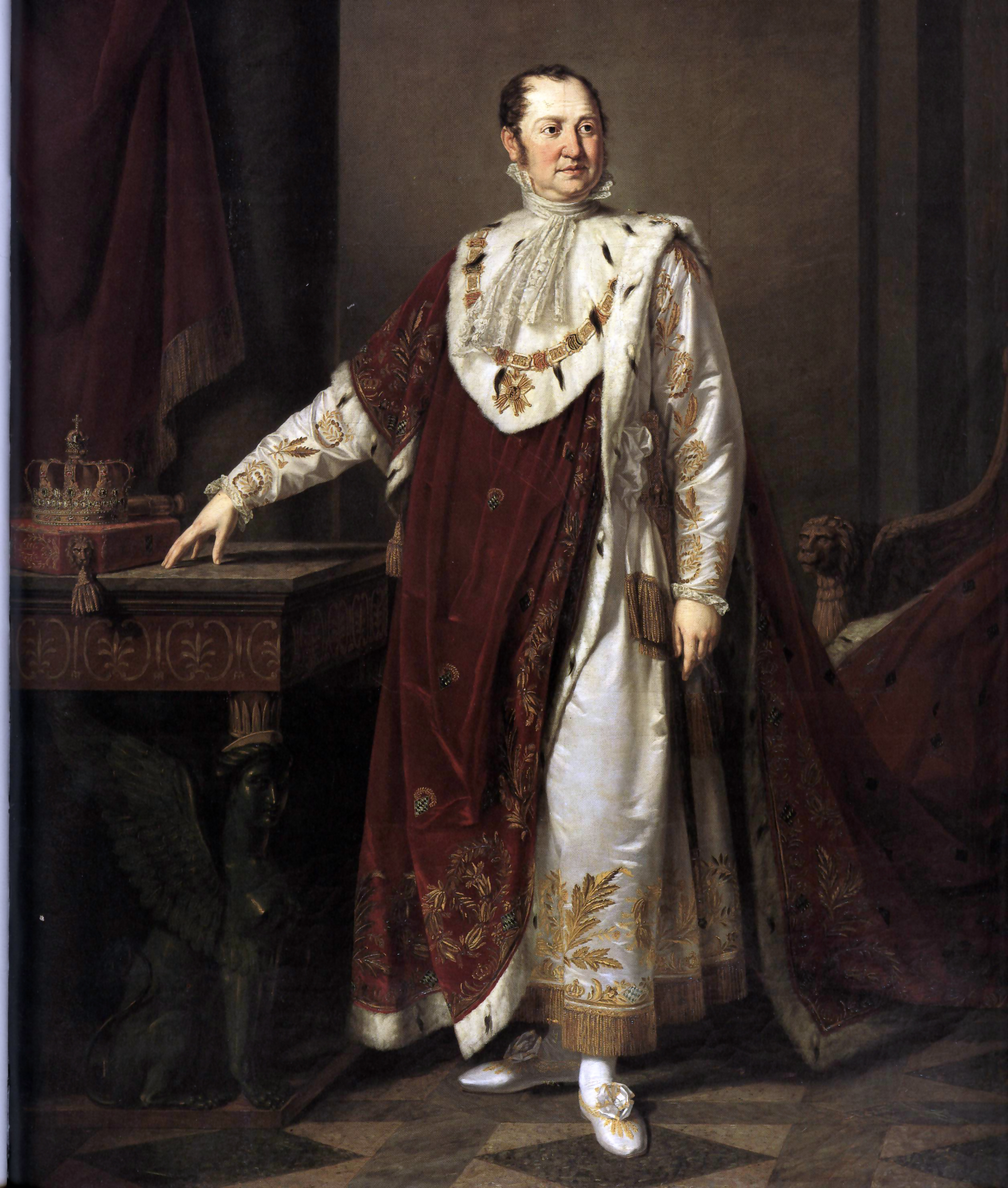
Retrat de Maximilià I Josep de Baviera, en honor del qual es va rebatejar la Universitat de Munic el 1802

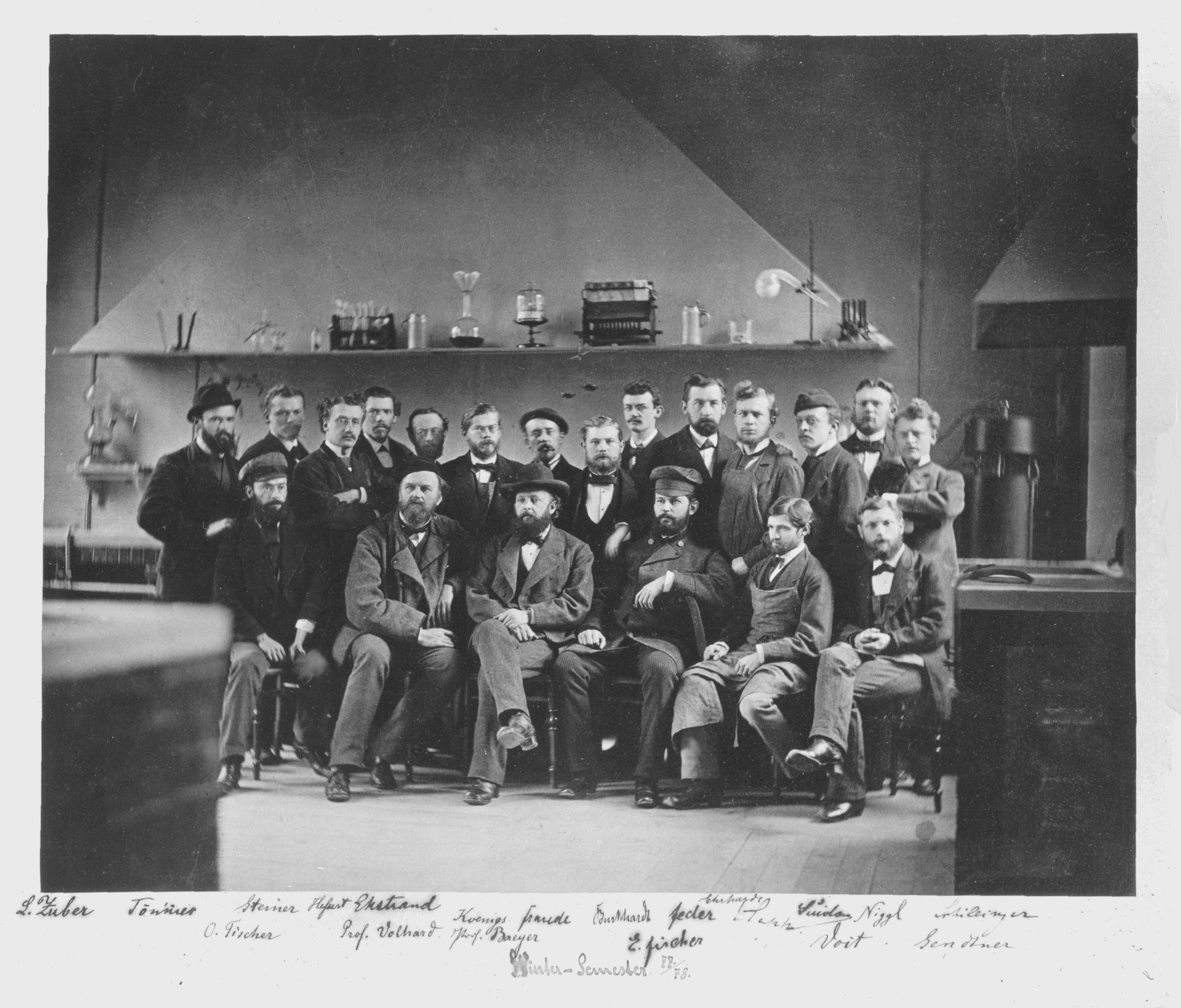
Adolf von Baeyer, Emil Fischer, Jacob Volhard i altres químics a la LMU el 1877

El 1800, el príncep elector Maximilià IV Josep (el posterior Maximilià I, rei de Baviera) va traslladar la universitat a Landshut, a causa de l'agressió francesa que amenaçava Ingolstadt durant les guerres napoleòniques. El 1802, la universitat va passar a anomenar-se Universitat Lluís Maximilià en honor als seus dos fundadors, Lluís IX, duc de Baviera i Maximilià I, elector de Baviera. El ministre d'Educació, Maximilià von Montgelas, va iniciar una sèrie de reformes que pretenien modernitzar la universitat, més aviat conservadora i influenciada pels jesuïtes. El 1826 es va traslladar a Munic, la capital del Regne de Baviera. La universitat va estar situada a la Vella Acadèmia fins que es va construir un nou edifici a la Ludwigstraße. Els muniquesos es van mostrar una mica crítics amb el nombre de professors protestants que Maximilià i, posteriorment, Lluís I van convidar a Munic. Se'ls va anomenar els "Nordlichter" (aurores boreals) i especialment el metge Johann Nepomuk von Ringseis estava força enfadat amb ells.
A la segona meitat del segle XIX, la universitat va aconseguir una gran rellevància en la comunitat científica europea, atraient molts dels principals científics del món. També va ser un període de gran expansió. A partir del 1903, es va permetre a les dones estudiar a les universitats bavareses i, el 1918, la proporció femenina d'estudiants a la LMU havia assolit el 18%. El 1918, Adele Hartmann es va convertir en la primera dona d'Alemanya a obtenir l'Habilitació (doctorat superior), a la LMU.
Durant la República de Weimar, la universitat va continuar sent una de les més importants del món, amb professors com Wilhelm Röntgen, Wilhelm Wien, Richard Willstätter, Arnold Sommerfeld i Ferdinand Sauerbruch.

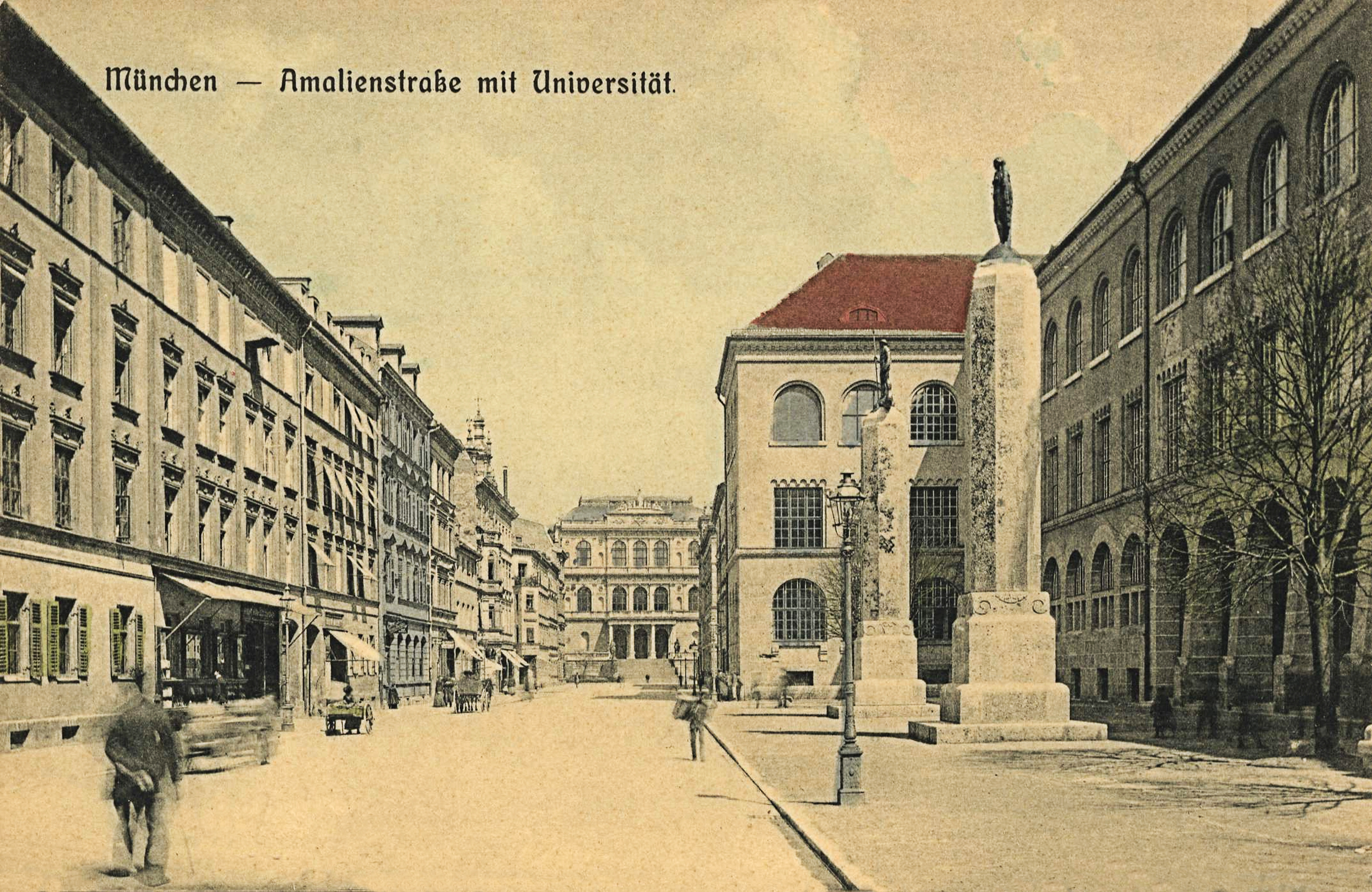
Vista de la Universitat de Munic des d'Amalienstrasse cap al 1900

### 1933-1945
Durant el Tercer Reich, la llibertat de càtedra es va veure greument limitada. El 1943, el grup d'estudiants antinazis Rosa Blanca va dur a terme la seva campanya d'oposició als nacionalsocialistes a aquesta universitat. La universitat va desposseir l'opositor nazi Kurt Huber del seu lloc i el doctorat en el moment de la detenció.

### 1945-present
La universitat ha continuat sent una de les principals universitats d'Alemanya Occidental durant la Guerra Freda i durant l'època posterior a la reunificació. A finals dels anys seixanta, la universitat va ser escenari de protestes d'estudiants radicals.
Avui dia, la Universitat de Munic forma part de 24 Centres de Recerca Col·laborativa finançats per la Fundació Alemanya de Recerca (DFG) i n'és la universitat amfitriona de 13. També hi ha 12 grups de formació en recerca de la DFG i tres programes de doctorat internacionals com a part de la Xarxa d'Elit de Baviera, un concepte de política educativa de Baviera per a la promoció d'alumnes superdotats al sector de l'ensenyament superior. Atrau 120 milions d'euros addicionals a l'any en finançament extern i participa intensament en iniciatives de finançament nacionals i internacionals.
La LMU de Munic té una àmplia gamma de programes de grau, amb 150 assignatures disponibles a nombroses combinacions. El 15% dels 45.000 estudiants que assisteixen a la universitat procedeixen de l'estranger.
L'any 2005, els governs estatal i federal d'Alemanya van llançar la Iniciativa d'Excel·lència de les Universitats Alemanyes, un concurs entre les seves universitats. Amb un total de 1.900 milions d'euros, el 75% dels quals procedeixen de l'Estat federal, els seus artífexs pretenen promoure estratègicament la investigació i les beques d'alt nivell. Els diners es destinen a més de 30 universitats de recerca d'Alemanya.
La iniciativa finançarà tres àrees orientades a projectes: escoles de postgrau per promoure la propera generació d'acadèmics, clústers d'excel·lència per promoure la investigació d'avantguarda i «conceptes de futur» per a l'expansió basada en projectes de l'excel·lència acadèmica a les universitats conjunt. Per poder optar a aquesta tercera àrea, una universitat havia de tenir com a mínim un centre d'excel·lència acadèmica reconegut internacionalment i una nova escola de postgrau.
Després de la primera ronda de seleccions, la LMU de Munic va ser convidada a presentar sol·licituds per a les tres línies de finançament: Es va presentar al concurs amb propostes per a dues escoles de postgrau i quatre centres d'excel·lència.
El divendres 13 d'octubre del 2006, un panell d'experts va anunciar els resultats de la Iniciativa d'Excel·lència d'Alemanya per promoure la recerca i l'educació universitària d'alt nivell. El panell, compost per la Fundació Alemanya de Recerca i el Consell Científic Alemany, ha decidit que la LMU de Munic rebi finançament per a les tres àrees cobertes per la Iniciativa: una escola de postgrau, tres «clústers d'excel·lència» i finançament general per al «conceptes de futur» de la universitat.
El gener del 2012, els científics de la Universitat Ludwig Maximilian van publicar els detalls del dispositiu d'escolta més sensible conegut fins ara. Això va fer que la universitat entrés al llibre Guinness dels rècords mundials.
El mes de setembre de 2018, la fiscalia de Munic va investigar un vicepresident de la universitat per sospita d'infidelitat. El vicepresident hauria d'haver registrat «despeses de viatge excessives». L'any següent, estudiants de veterinària van denunciar que la LMU violava el benestar animal. Segons ells, la LMU manté els porcs en gàbies estretes, per la qual cosa alguns animals presentaven esgarrapades, cops i malalties respiratòries per estar tombats. Els estudiants que van denunciar aquestes circumstàncies van explicar que havien estat amenaçats amb la cancel·lació de la matrícula de la universitat. A principis de 2020, la LMU va tancar en una sala uns 80 estudiants que volien debatre sota el tema «El clima crema, la universitat crema» per què les universitats investiguen per a empreses que són perjudicials per al clima.

## Centres d'investigació

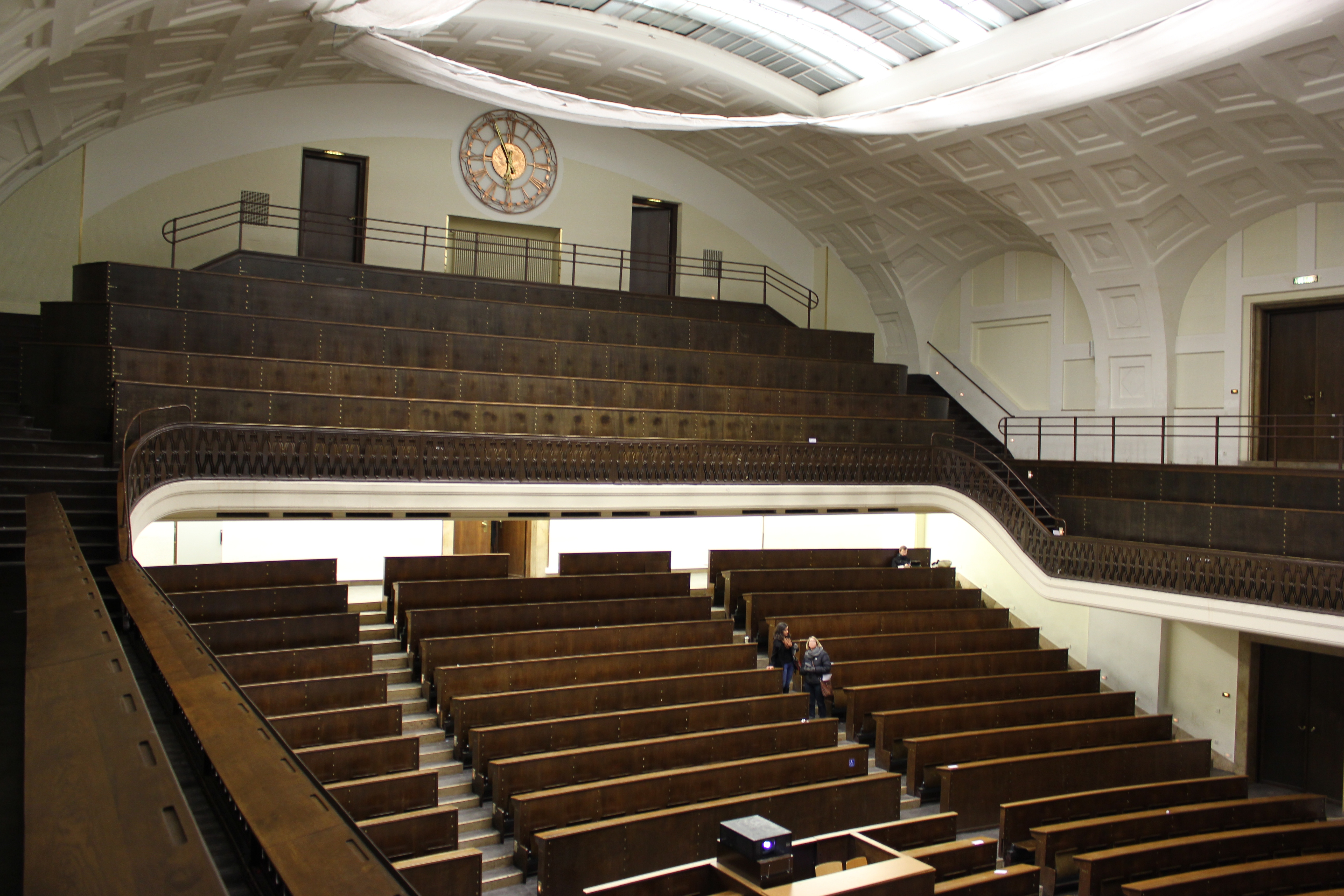
L'Audimax.

A més de les seves 18 facultats, la Universitat de Munic també manté nombrosos centres de recerca que participen en nombrosos projectes interdisciplinaris i transdisciplinars per complementar els diversos programes acadèmics. Alguns d'aquests centres de recerca van ser el resultat de la cooperació entre la universitat i socis externs de renom del món acadèmic i la indústria; el Centre Rachel Carson per al Medi Ambient i la Societat, per exemple, es va establir mitjançant una iniciativa conjunta entre la LMU de Munic i el Deutsches Museum, mentre que el Centre Parmènides per a l'Estudi del Pensament va ser el resultat de la col·laboració entre la Fundació Parmènides i el Centre de Ciències Humanes de la LMU de Munic.
Alguns dels centres de recerca que s'han creat són:
- Centre de Ciència Proteica Integrada de Munic (CIPSM)
- Escola Superior de Neurociències Sistèmiques (GSN)
- Helmholtz Zentrum München - Centre Alemany de Recerca per a la Salut Mediambiental
- Iniciativa de Nanosistemes de Munic (NIM)
- Centre Parmènides per a l'Estudi del Pensament
- Centre Rachel Carson per al Medi Ambient i la Societat

## Matrícula i taxes
Les universitats de Baviera no cobren taxes de matrícula. En canvi, cal pagar una taxa semestral i un abonament semestral obligatori de transport públic fora de l'horari de classes (per a l'Associació de Transports i Tarifes de Munic, MVV). Opcionalment, es pot adquirir un abonament per a tota la xarxa. Aquest model mixt és el resultat de diversos anys de negociacions per permetre als estudiants obtenir un abonament semestral assequible malgrat els elevats costos dels bitllets normals a Munic. El format actual va ser acceptat per una aclaparadora majoria del 86,3% dels estudiants de totes les universitats de Munic el 2012 i introduït el semestre d'hivern del 2013.

## Universitat Internacional d'Estiu de Munic
La Universitat Internacional d'Estiu de Munic (MISU a LMU) és la Universitat d'Estiu de la Universitat Ludwig Maximilian de Munic (LMU), que té lloc anualment a Munic i, depenent del curs , també inclou estades a diferents ciutats europees. MISSU a la LMU de Munic convida els estudiants internacionals a assistir a programes de curta durada a la LMU de Munic per tal de progressar acadèmicament fins i tot en les vacances d'hivern o estiu a la seva universitat d'origen. MISU ofereix dos formats de cursos: d'una banda, les classes d'alemany s'imparteixen en diferents moments al llarg de l'any. D'altra banda, MISU ofereix 16 escoles d'estiu i escoles d'hivern que cobreixen una àmplia gamma de camps acadèmics. Al voltant de 1.000 estudiants de gairebé 90 països es van unir als programes a curt termini de MISU el 2019.
La LMU de Munic va acollir per primera vegada una universitat d'estiu el 1927. Sota el nom de "Cursos d'estiu per a estrangers", la universitat d'estiu va tenir lloc anualment fins al 1934 i incloïa principalment cursos d'alemany per a estudiants estrangers. La universitat d'estiu LMU de Munic va estar suspesa durant diverses dècades fins que es va rellançar amb el nom d'"Estiu Internacional de Munic". Des de llavors, el nombre de cursos ha augmentat i l'oferta del programa s'ha ampliat per incloure disciplines acadèmiques addicionals. Des de 2008, la universitat d'estiu LMU de Munic funciona sota el nom de Universitat Internacional d'Estiu de Munic.

## Universitaris destacats

### Premis Nobel
- Adolf von Baeyer, (1909)
- Hans Bethe, (1967)
- Gerd Binnig, (1986)
- Günter Blobel, (1999)
- Konrad Emil Bloch, (1964)
- Eduard Buchner, (1907)
- Peter Debye, (1936)
- Ernst Otto Fischer, (1973)
- Hans Fischer, (1930)
- Karl von Frisch, (1973)
- Theodor W. Hänsch, (2005)
- Werner Heisenberg, (1932)
- Gustav Hertz, (1926)
- Wolfgang Ketterle, (2001)
- Hans Adolf Krebs, (1953)
- Richard Kuhn, (1938)
- Max von Laue, (1914)
- Otto Loewi, (1936)
- Feodor Lynen, (1964)
- Wolfgang Pauli, (1945)
- Max Planck, (1918)
- Wilhelm Conrad Röntgen, (1901)
- Bert Sakmann, (1991)
- Johannes Stark, (1919)
- Heinrich Wieland, (1927)
- Wilhelm Wien, (1911)
- Richard Willstätter, (1915)

### Polítics i gent coneguda
- Valdas Adamkus
- Konrad Adenauer
- Papa Benet XVI
- Karl Carstens
- Dr. Diether Haenicke
- Gustav Heinemann
- Roman Herzog
- Theodor Heuss
- Rey Ludwig III de Baviera
- Manfred Wörner
- Allama Muhammad Iqbal
- Sophie Scholl
- Hans Scholl
- John Piper
- Dora Bakoyannis
- Jaladat Ali Badirkhan
- Nam June Paik
- Jordi Bruguera i Talleda, filòleg barceloní